# Hiệu ứng Fujiwhara

Bão Parma (trái) và bão Melor (phải) tương tác với nhau trong vùng biển Philippines vào ngày 6 tháng 10 năm 2009.

Hiệu ứng Fujiwhara, đôi khi được gọi là hiệu ứng Fujiwara, tương tác Fujiw (h) ara hoặc tương tác nhị phân, là một hiện tượng xảy ra khi hai cơn bão gần đó quay quanh nhau và giữ khoảng cách lưu thông giữa các khu vực áp suất thấp. Hiệu ứng được đặt theo tên của Sakuhei Fujiwhara, nhà khí tượng học người Nhật Bản đầu tiên mô tả hiệu ứng này. Hiệu ứng xảy ra như nào tùy thuộc vào kích thước của hai cơn bão. Nếu một cơn bão lớn hơn cơn bão còn lại, cơn bão lớn hơn sẽ tích tụ nhiều năng lượng hơn khi tương tác có thể gây ra sự phát triển của một cơn bão lớn hơn, hoặc khiến hai cơn bão hợp nhất thành một. Xoáy thuận ngoài nhiệt đới thường tương tác Fujiwhara khi ở trong phạm vi 2.000 kilômét (1.200 mi) của nhau, trong khi các xoáy thuận nhiệt đới thường xảy ra hiệu ứng Fujiwhara khi ở trong phạm vi 1.400 kilômét (870 mi) của nhau.

## Sự miêu tả

Sơ đồ hiệu ứng Fujiwhara, cho thấy 2 cơn bão nhiệt đới tương tác với nhau như thế nào.

Khi các cơn bão ở gần nhau, mắt bão của chúng sẽ bắt đầu quay quanh theo chu kỳ (ngược chiều kim đồng hồ ở Bắc bán cầu và theo chiều kim đồng hồ ở Nam bán cầu) về một điểm giữa hai hệ thống do sự lưu thông gió xoáy của chúng. Hai xoáy bão sẽ được thu hút lẫn nhau, và cuối cùng xoắn vào điểm trung tâm và hợp nhất. Người ta đã không đồng ý rằng liệu điều này là do phần khác nhau của sự phát triển của gió hay xoáy bão. Khi hai bão có kích thước không bằng nhau, bão lớn hơn sẽ có xu hướng chi phối tương tác, và bão nhỏ hơn sẽ quay quanh nó. Hiệu ứng này được đặt theo tên của Sakuhei Fujiwhara, nhà khí tượng học người Nhật Bản ban đầu đã mô tả về nó trong một bài báo năm 1921 về chuyển động của xoáy trong nước.

## Xoáy thuận nhiệt đới
Bão nhiệt đới có thể hình thành khi các vòng tuần hoàn nhỏ hơn trong Đới hội tụ liên chí tuyến. Hiệu ứng này thường được đề cập liên quan đến chuyển động của xoáy thuận nhiệt đới, mặc dù sự hợp nhất cuối cùng của hai cơn bão là không phổ biến. Hiệu ứng trở nên đáng chú ý khi chúng tiếp cận nhau trong phạm vi 1.400 kilômét (870 mi). Tốc độ quay trong các cặp tương tác Fujiwhara tăng tốc khi các cơn bão nhiệt đới ở trong phạm vi 650 kilômét (400 mi) của nhau. Sáp nhập hai cơn bão (hoặc cắt ra từ một trong hai) trở thành hiện thực khi chúng ở trong phạm vi 300 kilômét (190 mi) với nhau.

## Xoáy thuận ngoài nhiệt đới
Tương tác Fujiwhara được nhìn thấy giữa các xoáy thuận ngoài nhiệt đới khi chúng ở trong phạm vi 2.000 kilômét (1.200 mi) gần đó, với gia tốc đáng kể xảy ra khi các vùng áp suất thấp nằm trong phạm vi 1.100 kilômét (680 mi) với chúng. Tương tác giữa các tuần hoàn của chúng ở mức 500 hPa (18.000 feet so với mực nước biển) hoạt động dễ dự đoán hơn so với lưu thông bề mặt của chúng. Điều này thường dẫn đến sự hợp nhất của hai hệ thống áp suất thấp trở thành một cơn bão đơn lẻ, hoặc ít có thể dẫn đến sự thay đổi hướng đơn thuần của một hoặc cả hai cơn bão. Kết quả chính xác của các tương tác như vậy phụ thuộc vào các yếu tố như kích thước của hai cơn bão, khoảng cách của chúng với nhau và các điều kiện khí quyển phổ biến xung quanh chúng.